# Ústav pamäti národa

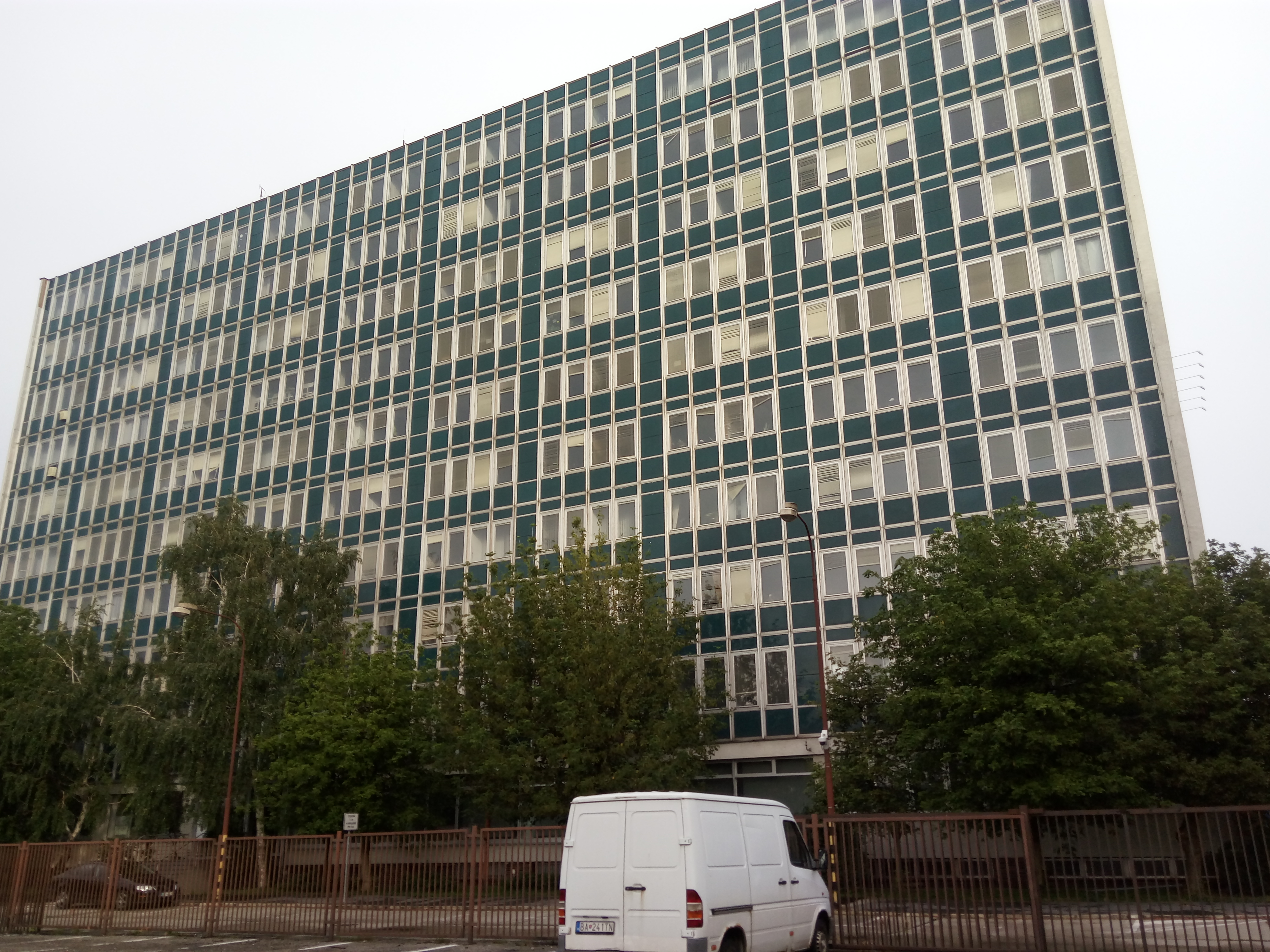
Sitz des Instituts in Bratislava

Ústav pamäti národa (abgekürzt ÚPN) ist eine slowakische öffentlich-rechtliche Einrichtung, die Informationen zusammenträgt, welche die Zeit des Slowakischen Staates (1939 bis 1945) wie auch der kommunistischen Diktatur (1948 bis 1989) betreffen.

## Geschichte und Tätigkeit
Der Name des Instituts wird gelegentlich auch alternativ übersetzt: anstatt von Institut für das Gedächtnis der Nation ersatzweise mit „Erinnerung“ beziehungsweise „Gedenken“; der Ausdruck „Gedächtnis“ kommt der Absicht der Gründer und der sprachlichen Gepflogenheiten am nächsten.
Ab 1999 beschäftigte sich eine Abteilung des slowakischen Justizministeriums mit dem Sammeln von Dokumenten aus dem Zeitraum 1948 bis 1989 aus dem Bereich staatlicher Maßregelung dissidenter Strömungen. Das Institut selber, dessen Sitz sich in Bratislava befindet, wurde dann 2002 mit dem Gesetz 553/2002 Z.z. errichtet, das die Aufgaben des Instituts weitgehend regelt.
Das Institut soll Dokumente über die Zeit von 1939 bis 1989 der Öffentlichkeit zugänglich machen, darunter
- Tätigkeit der Sicherheitsorgane und anderer staatlicher Unterdrückungsinstrumente aus dieser Zeit
- Aufklärung über die Unterdrückung
- Dokumente über die Verfolgung einzelner Personen und Gruppen

Diese Dokumente werden den Personen auch zwecks Durchsetzung ihrer Ansprüche auf Wiedergutmachung gestellt und sie werden bei gerichtlichen Verhandlungen unterstützt. Daneben kann das Institut eine umfangreiche publizistische Tätigkeit vorweisen, vor allem die Herausgabe der Zeitschrift Časopis Pamäť národa.
Das Institut arbeitet unter anderem mit folgenden Institutionen zusammen:
- Úřad dokumentace a vyšetřování zločinů komunismu (Tschechische Republik)
- Instytut Pamięci Narodowej (Polen)
- Állambiztonsági Szolgálatok Történeti Levéltára (Ungarn)
- Consiliul Național pentru Studierea Arhivelor Securității (Rumänien)
- Bundesbeauftragter für die Stasi-Unterlagen (Deutschland)
- Bundesstiftung zur Aufarbeitung der SED-Diktatur (Deutschland)

Gründer und der erste Vorsitzender des Instituts war Ján Langoš, ab  2007 war es Ivan Petranský, ab 2013 ist es Ondrej Krajňák.